# 哈密札薩克和碩親王
哈密札薩克和碩親王，通稱哈密回王，是清代新疆统治哈密地方的回部王公。为成吉思汗次子察合台的直系后代。哈密回王一系從清中期掌管哈密旗（又称哈密回旗、哈密札萨克旗），直到1930年代哈密旗被新疆省政府废除。

## 历史
清康熙三十六年（1697年），清廷始封哈密頭領額貝都拉為札薩克一等达尔罕，其始祖木罕買提夏和卓是東察合台汗國首任可汗禿忽魯帖木兒七世孫。康熙三十七年（1698年），清廷于哈密编立扎萨克旗。因其扎萨克准用红纛，故哈密旗又称为哈密红旗。“王以下俸银、俸缎如蒙古内外札萨克”:68。
1727年，額貝都拉晋封镇国公。1729年，晋封固山贝子。乾隆二十三年（1758年），赐贝勒品级。乾隆二十四年（1759年）晉封玉素卜為多羅貝勒，賜郡王銜。乾隆五十三年（1788年）詔世襲罔替。道光十二年（1832年）晉封多罗郡王。1853年，赐亲王衔。同治六年（1867年）追封和碩親王。中華民國成立後沿襲不改。清末民初，哈密多次發生反對哈密親王的平民暴動。塔兰奇在1907与1912年兩次反抗。
1930年，新疆省主席金樹仁下令廢除哈密王制，改土歸流。次年，哈密爆發生大規模民變，和加尼牙孜等人乘機崛起，成為馬仲英進入新疆的直接誘因。在哈密暴動後，堯樂博斯曾試圖擁立沙木胡索特次子聶滋爾但失敗了，他在民國二十三年（1934年）去世，聶滋爾的長子伯錫爾在同年繼承頭銜，很快他被捕並被送進監獄。1951年，他在獄中去世。

## 哈密扎萨克和硕亲王世系[4]
| 世代   | 姓名       | 年份           | 备注 |
| ------ | ---------- | -------------- | --- |
| 第一代 | 额贝都拉   | 1697年－1709年 | 康熙三十六年，授扎薩克一等達爾漢。四十八年卒。                                                                                          |
| 第二代 | 郭帕       | 1709年－1711年 | 額貝都拉長子。康熙四十八年襲扎薩克一等達爾漢。五十年卒。                                                                                |
| 第三代 | 额敏       | 1711年－1740年 | 郭帕伯克長子。康熙五十年襲扎薩克一等達爾漢。雍正五年晉鎮國公。七年，晉固山貝子。乾隆五年卒                                              |
| 第四代 | 玉素卜     | 1740年－1767年 | 額敏長子。乾隆五年襲扎薩克鎮國公。十年晉固山貝子。二十三年賜貝勒品級。二十四年，封多羅貝勒，賜郡王品級。三十一年十二月（1767年1月）卒。 |
| 第五代 | 伊萨克     | 1767年－1780年 | 玉素卜次子。乾隆三十二年襲郡王品級扎薩克多羅貝勒。四十五年卒。                                                                          |
| 第六代 | 额尔德锡尔 | 1780年－1813年 | 伊薩克長子。乾隆四十五年襲郡王品級扎薩克多羅貝勒。四十八年詔世襲罔替。嘉慶十八年卒。                                                    |
| 第七代 | 博錫爾     | 1813年－1867年 | 額爾德錫爾子。嘉慶十八年襲。道光十二年晉多羅郡王。咸豐三年賜親王銜。同治五年回變被執，不屈被害，同治六年追封和碩親王。                  |
| 第八代 | 賣哈莫特   | 1867年－1882年 | 博錫爾子。同治六年襲扎薩克和碩親王。光緒七年卒，無嗣。                                                                                  |
| 第九代 | 沙木胡索特 | 1882年－1930年 | 賣哈莫特姪。光緒八年襲。民國4年加親王雙俸，民國19年6月6日病故。                                                                         |

### 引用
1. ↑  高文德主编．《中国少数民族史大辞典》：吉林教育出版社，1995年12月：第1637页
2. ↑  李国栋、李洁. . 《周口师范学院学报》 (河南省周口市: 周口师范学院). 2005, (2005年第4期): 68–70  [2024-08-26]. ISSN 1671-9476. doi:10.3969/j.issn.1671-9476.2005.04.022 （简体中文）.
3. ↑  .   [2011-11-03]. （原始内容存档于2010-08-15）.
4. ↑  《清史稿》卷二百十一　表五十一／藩部世表三
5. ↑  《政府公報》民國4年2月25日第1005號
6. ↑  1915年2月26日《申報》第15099號 第2頁